# دهستان سعدآباد (ریگان)
دهستان سعدآباد، یکی از دهستان‌های بخش رحمت‌آباد شهرستان ریگان در استان کرمان ایران است. مرکز این دهستان، روستای سعدآباد است.

## جمعیت
بر پایه سرشماری عمومی نفوس و مسکن در سال ۱۳۹۵، جمعیت دهستان سعدآباد برابر با ۱۱٬۸۹۵ نفر بوده است.